# Томас Мюнцер
Томас (Фома) Мюнцер (нім. Thomas Müntzer, близько 1490 — 27 травня 1525) — радикальний проповідник часів Реформації, який став повстанським лідером під час Селянської війни. Він першим від Лютера виступив проти католицької церкви. Підтримував анабаптистів.
У XIX столітті соціалісти, зокрема Фрідріх Енгельс, зробили Томаса Мюнцера яскравим прикладом класової боротьби.

## Біографія

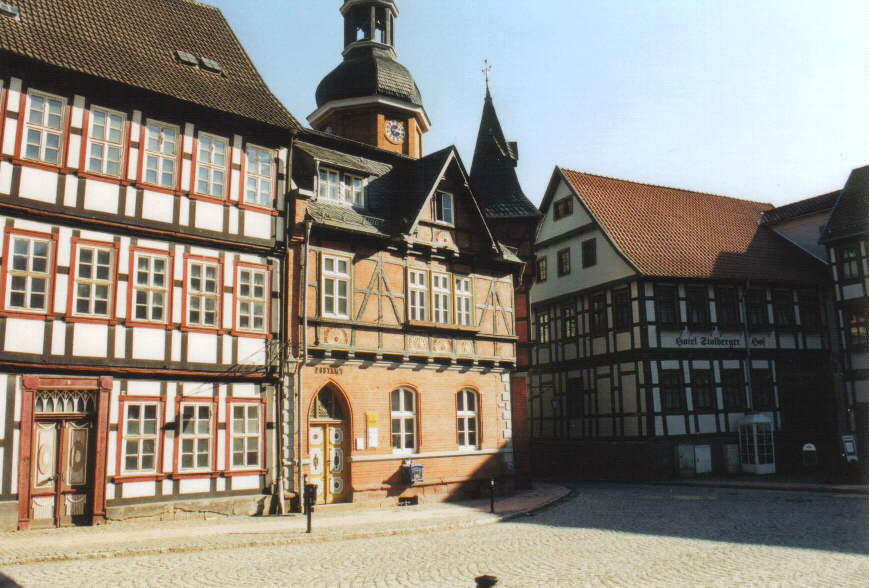
Панорама міста Штольберг

Народився близько 1490 року в містечку Штольберг, що у регіоні Гарських гір. Походив, за чутками, з родини шанованого майстра, карбувальника монет. У 1503 році через безробіття, батьки Томаса переселилися в Кведлінбург, де знаходився місцевий монетний двір.
Про дитинство і юність Мюнцера відомо дуже мало. У 1506 році він поступив в Лейпцизький університет, де займався філософією, теологією і медициною. Надалі він отримав ступінь магістра вільних мистецтв та бакалавра теології. Володіючи блискучими здібностями, Мюнцер цілком міг зробити університетську кар'єру, однак чиста наука ніколи його не приваблювала. Все його життя пройшло в поневіряннях країною та у проповідях перед бідняками. Особисті потреби Мюнцера завжди залишалися дуже скромними. Він задовольнявся найпростішою їжею і не думав про новий одяг. Намагаючись заощадити на папері, він писав на клаптиках, на рахунках — скрізь, де залишалося чисте місце, навіть між рядками і на берегах чужих листів. Єдиною розкішшю, яку він собі дозволяв, були книги. На них він витрачав більше, ніж дозволяли кошти, і постійно був винен книготорговцям.
Радикальні погляди були властиві Мюнцеру вже в юності. Ще дуже молодою людиною в 1512 р. він заснував таємне товариство в Галле з метою змови проти архієпископа Магдебурзького. Змова не вдалася, але Мюнцеру вдалося сховатися. Близько 1517 р. він служив вчителем у Мартинській гімназії в Брауншвейзі, звідки він повинен був піти «через неспокійну вдачу». У 1519 р. Мюнцер вступив капеланом і духівником у монастир бернардинок Бейтіц поблизу Вейсенфельса, однак через кілька місяців отримав відставку через те, що запроваджував різні нововведення в богослужінні. Потім він проповідував у Ютерборзі і був вигнаний войовничими католиками. Звідти Мюнцер вирушив до Віттенберга, де зустрівся з Лютером. В майбутньому їм належало стати непримиренними ворогами. Але в той час протиріччя, які розділяли їх, ще не дозріли. Мюнцер сподобався Лютеру, і той виклопотав для нього в 1520 р. місце проповідника в Цвікау. Там він активно виступав проти францисканців. З цього часу агітація Мюнцера починає виходити за рамки традиційного лютеранства. Розмах революційних подій у Німеччині, успіхи Реформації переконували Мюнцера в реальності прийдешнього загальносвітового соціально-політичного перевороту, в результаті якого буде встановлене «царство Боже» на Землі. Ідеї такого перевороту активно пропагувалися рядом плебейських сект, особливо анабаптистами.
Влітку 1521 року Мюнцер відвідав розбурхану опозиційним рухом Чехію. Тут він опублікував «Празький маніфест», в якому виклав основні положення свого революційного вчення і розуміння Реформації. Томас Мюнцер закликав рудокопів Чехії відродити бунтівні традиції таборитів.
Після того, як влада Чехії вислала Мюнцера з країни, йому довелось деякий час прожити у Нордхаузені. Потім йому вдалося отримати місце проповідника в Альштедті — невеликому містечку, яке лежало у володіннях саксонських князів. Оселившись тут, Мюнцер багато писав, проповідував і набув великого впливу на своїх прихожан. Одночасно з Лютером, або навіть трохи раніше, він скасував усі католицькі обряди, ввів богослужіння німецькою мовою і розпорядився читати народу не тільки тексти апостольських послань, а й всю Біблію. Тоді ж Мюнцер одружився з колишньою черницею Оттилією, яка пішла з монастиря. На Великдень 1524 року вона народила йому сина.
Незабаром Альштедт став головним центром Реформації у всій Тюрингії. У своїх проповідях Мюнцер закликав ставитися до католицьких храмів, як до ідольських капищ. Натхненний ним натовп в березні 1524 року спалив в Маллербасі каплицю, знамениту своєю чудодійною іконою. Цей вчинок наробив багато шуму і звернуло на Мюнцера загальну увагу.

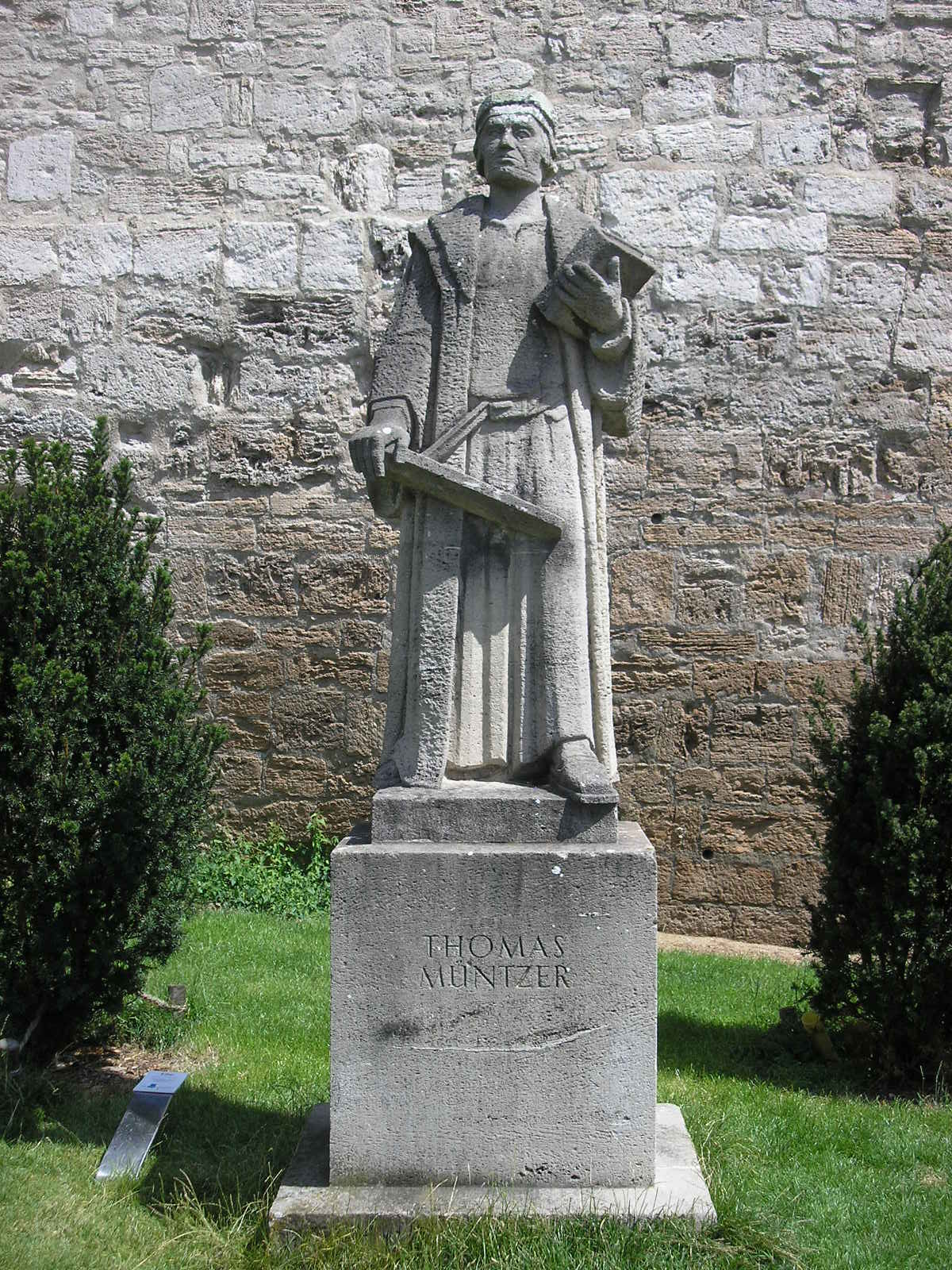
Пам'ятник Томасу Мюнцеру на площі в Мюльхаузені

У липні того ж року в Альштедт прибули саксонські курфюрсти Іоанн і Фрідріх Мудрий для того, щоб послухати тамтешнього проповідника. Мюнцер міг вибрати для проповіді нейтральну тему, але не побажав пом'якшувати звичайний різкий тон своїх промов. Він виступив перед князями з тлумаченням другого розділу з книги пророка Даниїла, надавши її змісту апокаліптичний сенс. Свою промову він зводив до тези, що якщо князі не хочуть бути скинутими з престолу, вони повинні допомогти народові в його звільненні. Курфюрсти були дуже здивовані зухвалістю Мюнцера. Однак дух часу був такий, що вони покірно вислухали проповідь до кінця і навіть дозволили її надрукувати. Тільки книга Лютера «Послання саксонським князям про бунтівний дух» відкрила їм очі. Лютер перший відчув, до чого хиляться виступи Мюнцера. На нього почалися гоніння. Його друкарню закрили. Побоюючись арешту, він на початку серпня втік з Альштедта і переселився у вільне імперське місто Мюльхаузен. Тут він написав свою відповідь Лютеру — памфлет «Захисна промова», повну різких особистих випадів і лайок.
Тим часом виступи Мюнцера ставали все більш непримиренними. У своїх проповідях, звернених до городян, він говорив, що мюльхаузенці не зобов'язані підкорятися ніякій владі, не повинні платити будь-кому подати і що католицьке духовенство повинно бути вигнаним. Він закликав ввести в місті владу громади і таким чином встановити принцип справедливості і загальної користі. Його вчення незабаром дало результат. В Мюльхаузені почалися погроми монастирів і церков: плебеї розбивали статуї, рвали священні покриви, жбурляли в бруд ікони. Далі більше — з'явилися вимоги скасування всіх податків і поборів, вигнання попів і передача влади громаді, яка обрала Вічну раду і керувалася у свій політиці Божим словом. Побачивши здичавілий натовп бургомістри та члени ради поспішили зникнути. Чималими зусиллями магістрату вдалося відстояти владу і Мюнцеру довелося втекти.
Наприкінці вересня разом зі своїм другом колишнім монахом Пфейфером він вирушив до Південної Німеччини. Тут, у Південному Шварцвальді та суміжних австрійських землях вже розгоралася пожежа великої Селянської війни. Саме там сформувалися перші бойові загони селян і було вперше висунуто гасло «божественної правди». Подробиці перебування тут Мюнцера невідомі. Його послідовники активно діяли всією Південною Німеччиною, але він сам здебільшого залишався в Гріссені, на шафхаузенському кордоні. До початку 1525 року вся країна між Дунаєм, Рейном і Лехом перебувала в стані великого збудження. У лютому за зброю взялися верхньошвабські селяни, і незабаром число повсталих тут перевищило 30 тисяч чоловік.
У середині лютого Мюнцер повернувся в Мюльхаузен, де після масових народних хвилювань набрав велику силу його друг Пфейфер.
Під час Селянської війни Томас Мюнцер і його нечисленні учні (насамперед анабаптисти) були натхненниками найрішучіших виступів селянства. Сам Мюнцер їздив Середньою і Південно-Західною Німеччиною, закликаючи селян і міську бідноту до боротьби та поширюючи друковані памфлети. У близьких до Мюнцера колах наприкінці 1524 — початку 1525 років була складена найрадикальніша програма дій повсталої бідноти — «Статейний лист» (Artikelbreif). Наприкінці лютого або початку березня 1525 року Томас Мюнцер приїхав в Тюринзьке місто Мюльхаузен і очолив там загони повсталих селян. Він намагався створити в Тюринзько-саксонському регіоні єдиний центр всієї Селянської війни. 15 травня 1525 року його загін був розгромлений біля міста Франкенхаузен об'єднаним військом німецьких князів, а сам Мюнцер потрапивши у полон, був страчений після болісних катувань.

## Погляди
Космічний порядок Мюнцер бачив у тому, що всі зокрема повинні визнавати повне переважання і панування загального начала. Він уявляв саме такий ідеальний Небесний світ, де панує божественна гармонія досконалості. На відміну від нього наш земний і плотський світ є світом творінь, які втратили свою єдність з Богом і тому перебувають в ізольованому стані. Гріхопадіння Адама в тому і полягало, що він захопився приватними інтересами на шкоду загальним. Відтоді люди знаходяться у владі творінь, тобто своїх плотських, приватних інтересів, і завдання християнства полягає в тому, щоб допомогти їм повернутися до Бога. Виходячи з цього фундаментального положення, Мюнцер уявляв розвиток світу, як поступове торжество моральної ідеї підпорядкування приватних інтересів загальним.
Інша важлива сторона віровчення Мюнцера полягала в містичному розумінні суті божественного одкровення. Він не міг і не бажав миритися з посилено насаджуваним в період Реформації уявленням про Священне Писання, як про єдине джерело божественної істини. Йому здавалося дивним і безглуздим положення, що Господь, Який створив людину, усунувся потім від прямого керівництва нею, залишивши замість себе плутану і неясну Біблію. Ні, говорив Мюнцер, Бог продовжує перебувати в прямому і безперервному спілкуванні з людьми і прорікає Своє слово прямо в середину їхніх душ. Але, зрозуміло, не кожному дано чути Бога. Для того щоб Слово Боже увійшло в душу, вона повинна утримуватися від будь-яких спокус і перебувати в стані найглибшої скорботи та печалі. Лише тоді до неї наближається Бог. Саме тому грішники не чують Його. «Якщо людина бажає досягти божественних одкровень, — писав Мюнцер, — вона повинен відійти від усіх утіх і мати мужність пізнати істину».
Памфлети його були підписані: Мюнцер з молотом, Мюнцер з мечем Гедеона. Один з памфлетів був присвячений «найсвітліший, високорожденному владиці і всемогутньому Господу Ісусу Христу».
Томасу Мюнцеру належить вислів Intelligo ut credam, що означає — Знаю (розумію), щоб вірити. Це гасло він проголосив на противагу Credo ut intelligam (Вірю, щоб розуміти).
Головну мету Реформації, на відміну від Лютера, Мюнцер бачив не в перетворенні церкви, а в повній перебудові життєвого устрою за християнськими законами. Селянську війну, яка спалахнула згодом, він сприйняв як початок часів Апокаліпсису, як загальне усунення лиходіїв і нечестивців, яке Бог здійснює руками народу. Стале уявлення про те, що наприкінці світу, під час Страшного суду Бог Сам «відокремить зерна від полови», викликало у нього тільки гірку усмішку. Він стверджував, що світовий переворот повинен початися в рамках земного світу і відбутися завдяки насильницьким діям вірних ревнителів Божих діл. Антихрист буде знищений руками людей, якими опанує Дух Божий. Ця ідея була центральною в усьому вченні Мюнцера.
Оскільки задоволення приватних інтересів ішло на шкоду суспільним, то така діяльність підпадала під категорію зла противному Богу. Отже, вихідною нормою людської поведінки повинно стати переважання загального принципу і спільної вигоди. Бо в «загальному» втілено саме божественне начало. Так само повинні бути придушені всі ті політичні та соціальні установи, які охороняють приватні привілеї та інтереси на шкоду суспільним. Він був рішучим противником приватної власності та приватних інтересів.
З Цвіккау Мюнцер вирушив до Чехії. Він сподівався, що на батьківщині Яна Гуса, де ще свіжі були спогади про гуситів, його проповідь матиме більший успіх. І справді, спочатку його зустріли в Празі з великим натхненням, так як бачили в ньому прихильника Лютера, ім'я якого було в усіх на вустах. Але, після того як Мюнцер виступив з кількома проповідями, радикалізм його ідей здався членам магістрату небезпечним. Влада почала всіляко перешкоджати Мюнцеру і навесні 1523 року вислала його з Чехії.

## Теократичний комунізм Мюнцера
Після нових мандрів південною Німеччиною, де Мюнцер зав'язав стосунки з революціонерами і вождями селянського повстання, що готувалося спалахнути, він зупиняється наприкінці 1524 року в середній Німеччині, в місті Мюльгаузен.
Тут він став, разом з колишнім монахом Пфейфером, на чолі простолюду і змусив капітулювати заможних бюргерів і магістрат. Обрано новий «вічний, християнський» магістрат, з «бідних» і «хліборобів». У місті проводиться колективізація майна — Мюнцер відібрав монастирські володіння, в сусідніх землях захопив дворянські замки та монастирі.
У новому ладі Мюнцер не обійнав певної посади, а тримав себе як пророк і натхненник. Відпустивши довгу бороду, «як батьки-патріархи», в одежі, він урочисто з'являвся в народі і здійснював суд на підставі закону Мойсея. Перед ним носили червоний хрест і оголений меч. Його проповіді гриміли проти розкоші, золота, «ідолів у домівках і скринях». Його головною темою було криваве винищення всіх ворогів Христа.

## Програма прибічників
Більшість селянських керівників, були схильні до переговорів з панами і були противниками революційної тактики. Однак пропаганда анабаптистів, прибічників Мюнцера, організувала стихійні селянські заворушення. Скарги селян і міських низів на своїх панів об'єднувалися цими пропагандистами в загальну програму боротьби пригнобленого народу проти всіх панів за новий соціальний порядок. У колах, близьких до Мюнцера, наприкінці 1524 або на початку 1525 років була складена перша програма революційного селянства. Цей документ вимагав від селян рішучої боротьби проти всіх панів.
«Статейний лист» починався енергійною заявою про те, що існуюче становище не може і не повинно таким бути і надалі. Завдання народу полягає в тому, щоб «звільнитися зовсім». Мирне вирішення цього завдання можливе тільки в тому випадку, якщо весь народ перебудує життя на основі служіння «загальній користі». Якщо ж існуючі труднощі не будуть усунуті, то не обійдеться без кровопролиття. Велика увага приділяється в «Статейному листі» внутрішній єдності народного союзу, створеного для служіння «загальній користі». У документі проголошується, що ті, хто відмовляється вступити в «братерське об'єднання» та піклуватися про «спільну користь», не можуть розраховувати на послуги інших членів суспільства. Всі замки знаті і всі монастирі, що є осередками зради і народного гніту, повинні бути оголошені «з цієї ж хвилини» в стані світського відлучення. Тільки ті дворяни, ченці і священики, які відмовляться від свого справжнього становища, ввійдуть у звичайні доми і захочуть вступити в братерське об'єднання, будуть дружньо прийняті разом зі своїм майном і отримають все, що належить їм за «божественним правом».
«Статейний лист» був першою спільною програмою повсталого селянства. Він сформулював антифеодальні цілі його боротьби і вказав головні ворожі осередки, проти яких мають бути спрямовані сили всього народу. До того ж програма була складена в бойовому дусі, який не допускав компромісу. Вимога революційної програми, щоб об'єдналися народні маси сіл і міст, діючи силою і не зупиняючись перед кровопролиттям, ліквідовували ворожі осередки і встановлювали справедливий порядок, оснований на «загальній користі», була по суті вимогою переходу влади до простого народу, на чому наполягав Мюнцер. Попри те, що ідеї «загалу» і народної влади, які лежали в основі «Статейного листа», могли бути тоді зрозуміти лише деякими людям, його поява і поширення мали на цьому першому етапі Селянської війни важливе значення.
Документ не містить жодних конкретних пропозицій щодо вирішення спірних питань з панами і ніякого прохання полегшення тягаря. Його укладачі заявляли про повне усунення силами народу феодальних панів і скасування залежності від них селян. Об'єднаний народ ліквідує ворожі осередки і встановить той порядок, який він вважає справедливим, вважаючи, що і всі інші повинні мати те, що їм належить згідно з «божественним правом». В основу цієї програми покладено принцип передачі влади народу, тобто той принцип, на якому наполягав Мюнцер.

## Селянське повстання

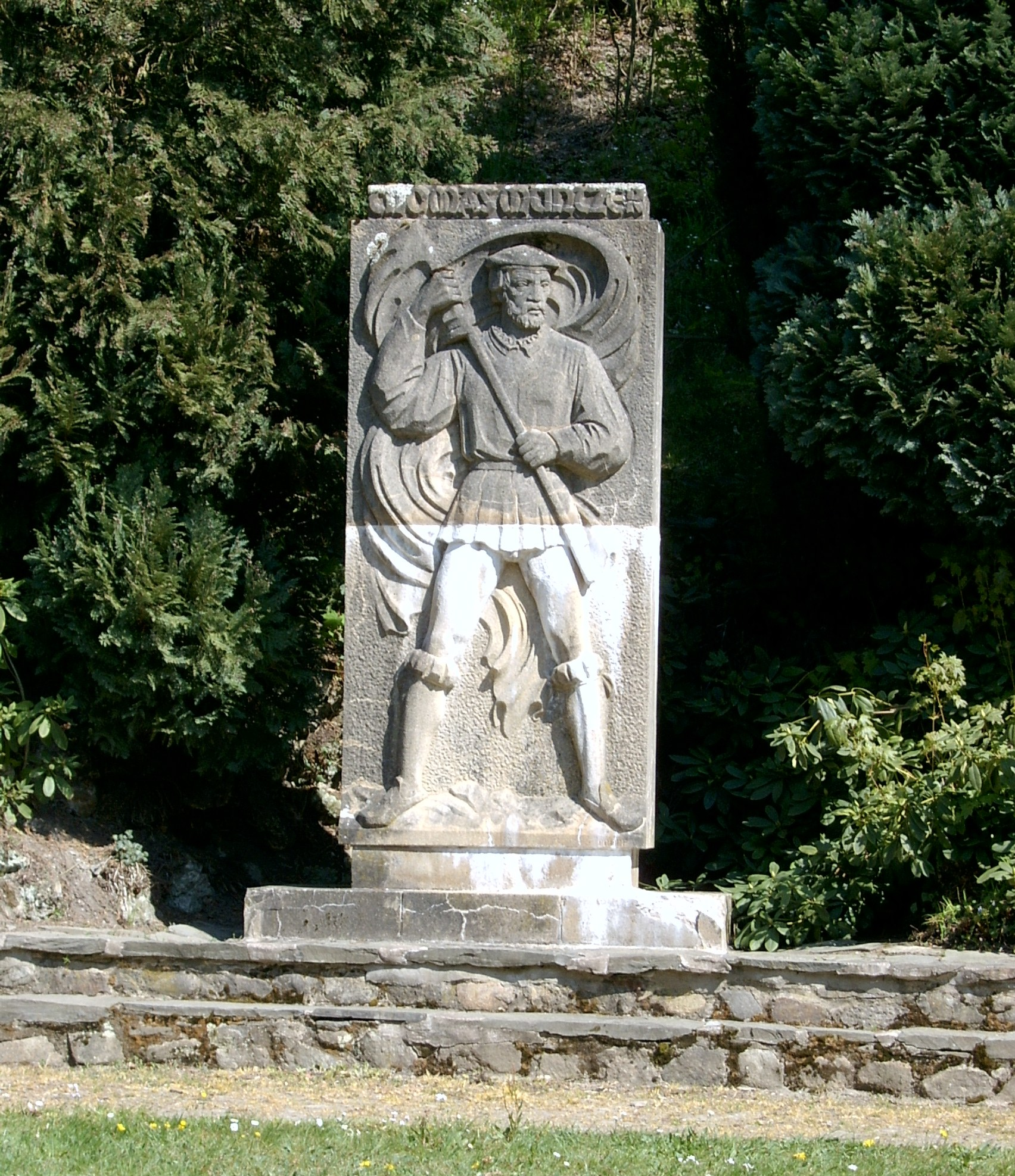
Томас Мюнцер з веселковим прапором в Штольберзі.

Скоро до міського радикалізму примкнули селяни. Повстання селян спалахує в Тюрингії одночасно з південно-німецьким повстанням, але відрізнялося відмінною рисою, яку саме висловлював Мюнцер: воно носить теократичний характер, в дусі чеського таборитства, зі зверненням до старозавітних образів. Реформацію і селянський рух Мюнцер тлумачив найрадикальнішим чином, він закликав до повного соціального перевороту і встановленню народної влади. На думку Енгельса, політична програма Мюнцера була близька до комунізму. «Під царством божим, — писав Енгельс, — Мюнцер розумів не що інше, як суспільний лад, в якому більше не буде існувати ні класових розходжень, ні приватної власності, ні відокремленої і чужої державної влади, яка протистоїть членам суспільства». Високо оцінюючи діяльність і програму Мюнцера, Енгельс характеризував невдачу із здійсненням цієї програми в одному з міст Німеччини як трагічну і згубну для будь-якого політичного вождя спробу здійснити ідеї, для реалізації яких немає суспільно-історичних умов. Війна католиків і лютеран на території Німеччини завершилася Аугсбурзьким релігійним миром (1555 р.), згідно з яким лютеранство ставало рівноправною з католицтвом релігією за принципом: «чия влада, того й віра» (cujus regio, ejus religio). Реформація завдала тяжкого удару католицькій церкві. Протестантизм прийняли ряд німецьких князівств та міст, а також скандинавські держави.
У 1529 році на 2-му Шпейєрському рейхстазі (ландтазі) католики домоглися рішення про скасування права князів визначати релігію своїх підданих (тобто, по суті, визнавати державною релігією не католицтво, а лютеранство). Кілька князів та представників міст подали імператорові протест проти цього рішення, посилаючись зокрема на те, що питання про релігію — справа совісті, а не предмет рішення більшістю голосів. Відтоді прихильників церков і релігійних вчень, створених Реформацією, називають протестантами.
Спільним гаслом масових релігійних рухів був заклик до церковної реформи, до відродження справжнього, первісного християнства, неспотвореного духовенством. У своєрідних умовах XVI ст. Святе Письмо стало ідейною зброєю в боротьбі проти католицької церкви і феодального ладу, а його переклад з латині на народну мову — засобом революційної агітації і пропаганди. Текстами писання реформатори обґрунтовували вимоги відродження апостольської церкви. Селянство і міські низи знаходили в Новому завіті ідеї рівності і «тисячолітнього царства», яке не знає феодальної ієрархії, експлуатації, соціальних антагонізмів. Реформація, що почалася в Німеччині, охопила ряд країн Західної та Центральної Європи.

## Поразка

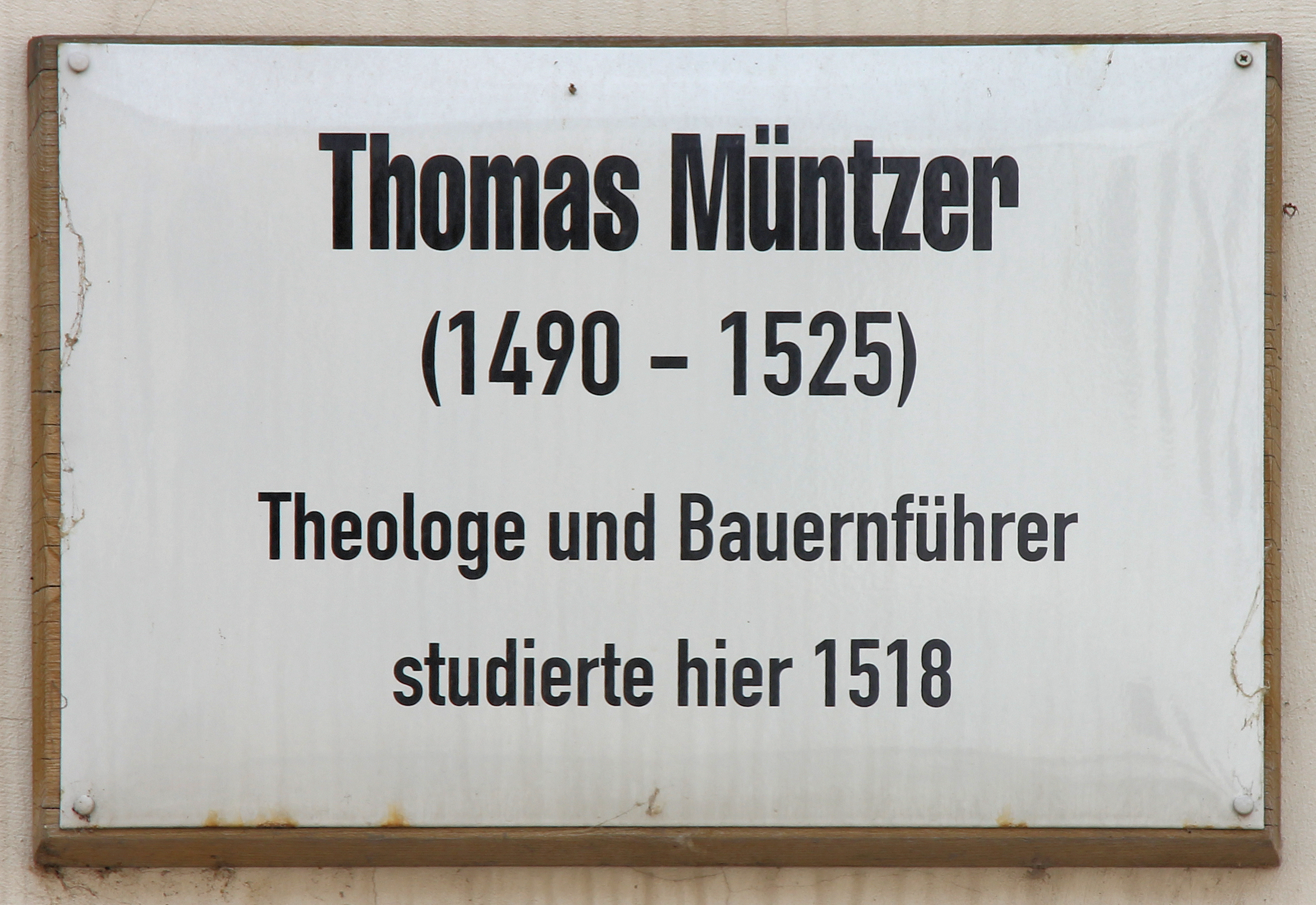
Меморіальна дошка, встановлена на будинку за адресою Шлосштасе 26, Віттенберг

Як тільки Мюнцер став на чолі франкенгаузенського загону, прийшла звістка, що наближається об'єднане військо князів. Перші легкі сутички відбулися 14 травня 1525 року. На другий день битва відновилася. Мюнцер розташувався зі своїм загоном на вершині гори, оточивши себе укріпленнями з возів. Він знав, що сто років тому, під час гуситських війн у Чехії, така тактика не раз приносила селянам перемогу в битвах з лицарями. Крім того він чекав підкріплення з-за гір в особі франконських селян, а також листувався з півднем.
Але тепер був зовсім інший час. Гармати князів після декількох залпів вщент розбили укріплення селян. Прорвавши лінію возів, кіннота ландскнехтів увірвалася в селянський табір. Почалася різанина — з 8 тисяч повстанців за короткий термін полягло понад 5 тисяч. У той же день був узятий Франкенгауз. Поранений в голову Мюнцер потрапив в полон. Після болісних тортур його відправили в замок Хельдрунген і знову катували, переконуючи відректися від своїх єретичних помилок. Невідомо наскільки кати досягли успіху в цьому. 27 травня 1525 року вождь плебейської Реформації був страчений. З ним разом стратили Пфейфера і ще 25 невідомих людей.

## Спадщина
Соціалісти зробили Мюнцера символом класової боротьби, спираючись на його пропагування нового рівноправного суспільства зі світовою практикою поділу матеріальними благами. Вчення Мюнцера та селянське повстання спонукати Ф. Енгельса написати один із ключових розділів його книги Селянська війна в Німеччині. Енгельс описав Мюнцера як революційного лідера, який використовував біблійну мову — мову, яку селяни розуміли найкраще.
У XX столітті в НДР було видано багато літератури про Мюнцера, оскільки за соціалістичного ладу, який тоді панував в цій країні, він вважався національним героєм, а його портрет навіть зображали на грошових банкнотах.
У 1956 році в Східній Німеччині режисер Мартін Геллберг зняв біографічний фільм «Томас Мюнцер» (Thomas Müntzer), головну роль в якому зіграв Вольфганг Стампф.
Німецький письменник Людвіг Келер і 1845 році написав історичний роман «Томас Мюнцер і його друзі» (нім. Thomas Münzer und seine Genossen).
У 1976-87 роках в Бад-Франкенхаузені-Кіфхойзері (Тюрингія) була зведена Панорама Селянської війни в Німеччині (худ. Вернер Тюбке).